# كينجي واتانابي
كينجي واتانابي (باليابانية: 渡辺健司) هو سباح ياباني، ولد في 17 يوليو 1969 في توشيما في اليابان، وتوفي في 18 سبتمبر 2017 في طوكيو (اليابان) في اليابان.

## وصلات خارجية
- كينجي واتانابي على موقع الاتحاد الدولي للسباحة (الإنجليزية)
- كينجي واتانابي على موقع SwimRankings.net (الإنجليزية)
- كينجي واتانابي على موقع اللجنة الأولمبية الدولية (الإنجليزية)
- كينجي واتانابي على موقع أوليمبيديا (الإنجليزية)